# The Four Seasons (gruppo musicale)
I The Four Seasons, conosciuti anche come Frankie Valli and The Four Seasons sono un gruppo musicale statunitense formatosi nel 1960.
I The Four Seasons sono considerati uno dei gruppi musicali più influenti e popolari della storia della musica e vantano un totale di oltre 175 milioni di dischi venduti in tutto il mondo.
Il gruppo era originariamente composta da Frankie Valli come cantante e frontman, Bob Gaudio alle tastiere, Tommy DeVito alla chitarra, e Nick Massi al basso. Nel corso del tempo il gruppo ha subito numerosi cambiamenti di formazione ma ha sempre visto come frontman e cantante principale Frankie Valli.
L'intera formazione originale proveniva da famiglie di origine italiana.
Il gruppo ha avuto 5 singoli alla prima posizione nelle classifiche americane, risultando così una delle band statunitensi di maggior successo nella storia della popolare classifica Billboard Hot 100. Inoltre nel 1990 i The Four Seasons sono stati inseriti nella prestigiosa Rock and Roll Hall of Fame.
Alcuni dei più grandi successi del gruppo sono Who Loves You, Big Girls Don’t Cry e December, 1963 (Oh, What a Night).

## Carriera

### Inizi (1952-1960)
Frankie Valli, che sarà frontman del gruppo, comincia ad incidere nel 1953 e dopo un anno forma un gruppo noto come “The Four Lovers” dopo qualche successo commerciale il gruppo continua ad incidere sotto diversi nomi (in totale la band durante questo periodo ha utilizzato 18 nomi d’arte ).
Nel 1960 il gruppo The Four Lovers cambiò nome in quello attuale con Frankie Valli come cantante guida, Bob Gaudio (precedentemente membro dei The Royal Teens) alle tastiere, Tommy DeVito alla chitarra, e al basso Nick Massi (quest'ultimo prima rimpiazzato da Charles Calello e poi da Joe Long, nel 1965). L'influenza R&B nella loro musica era grande, tanto che alcuni dei loro primi singoli avevano raggiunto il successo grazie al pubblico di R&B; ai loro esordi alcuni ascoltatori inoltre pensavano che i Four Seasons fossero afroamericani.

### Successo internazionale (1960-1964)
Tra il 1960 e il 1964 i Four Seasons sono molto spesso in testa alle classifiche della rivista Cash Box con alcuni dei loro pezzi storici quali: Big Girls Don't Cry, del 1962, che raggiunge la prima posizione nella Billboard Hot 100 per cinque settimane, nel 1963 Sherry che raggiunge la prima posizione nella Billboard Hot 100 per cinque settimane e la settima nei Paesi Bassi, Walk Like A Man che arriva in prima posizione nella Billboard Hot 100 per tre settimane nel 1963 e Rag Doll che nel 1964 raggiunge la prima posizione nella Billboard Hot 100 per due settimane e la sesta in Germania .

### Crisi commerciale
Alla fine degli anni '60 il successo del gruppo stava calando, soprattutto a causa della cosiddetta british invasion, fenomeno che cambiò profondamente i gusti del pubblico statunitense, indirizzandoli verso stili assimilabili al rock psichedelico e a tematiche sociali profonde. Con il disco The Genuine Imitation Life Gazette del 1969, il gruppo si sposta verso sonorità più cupe e psichedeliche e testi più introspettivi e attuali; toccando anche complessi temi sociali.
Il disco, nonostante l'impegno di Bob Gaudio nella produzione dei testi e di Bob Crewe e Joe Long per quanto riguarda la produzione, non rispecchia le aspettative di vendita e segna un tracollo commerciale per il gruppo. Nonostante ciò negli anni il disco è diventato un cult tra i fan del gruppo ed è stato gradualmente accettato anche dalla critica.
John Lennon lo ha definito uno dei suoi dischi preferiti.

### Successo ritrovato (1975-1977)
Un rinnovato interesse commerciale per il gruppo avverrà nel 1975, con l'uscita del disco Who Loves You, disco contenente brani di successo quali Who Loves You (title track del disco), Silver Star,  Harmony, Perfect Harmony ed il successo internazionale December, 1963 (Oh, What a Night).
La crisi commerciale del gruppo viene definitivamente superata quando, nel 1976, il brano December, 1963 (Oh, What a Night), viene pubblicato come singolo e raggiunge rapidamente la vetta delle classifiche americane (Billboard Hot 100) rimanendovi tre settimane e anche di quelle inglesi (UK Singles Chart), dove vi staziona per due settimane; il brano riscuote ampio successo anche in Canada, Nuova Zelanda, Paesi Bassi, Australia e Norvegia.

### L'eredità del gruppo (1977-oggi)
A questo successo commerciale seguiranno altri tre album in studio di minore rilevanza, sia critica che commerciale. Nel 1977 esce Helicon mentre nel 1985 viene pubblicato l'album Streetfighter. L'ultimo lavoro in studio del gruppo è Hope + Glory, datato 1992.
Nel 1990, il gruppo è stato inserito nella prestigiosa Rock and Roll Hall of Fame.
Il gruppo è tornato agli onori delle cronache musicali nel 2008 e nel 2017 grazie alle cover fatte rispettivamente da Madcon e dai Måneskin del loro brano del 1967 Beggin'. Nel maggio del 2024, il gruppo viene insignito nella prestigiosa Hollywood Walk of Fame; alla cerimonia di premiazione Frankie Valli tiene un discorso commemorativo del gruppo.
Al 2024, Frankie Valli è l'unico membro originale del gruppo che continua ad esibirsi in pubblico.

## Stile musicale e successo

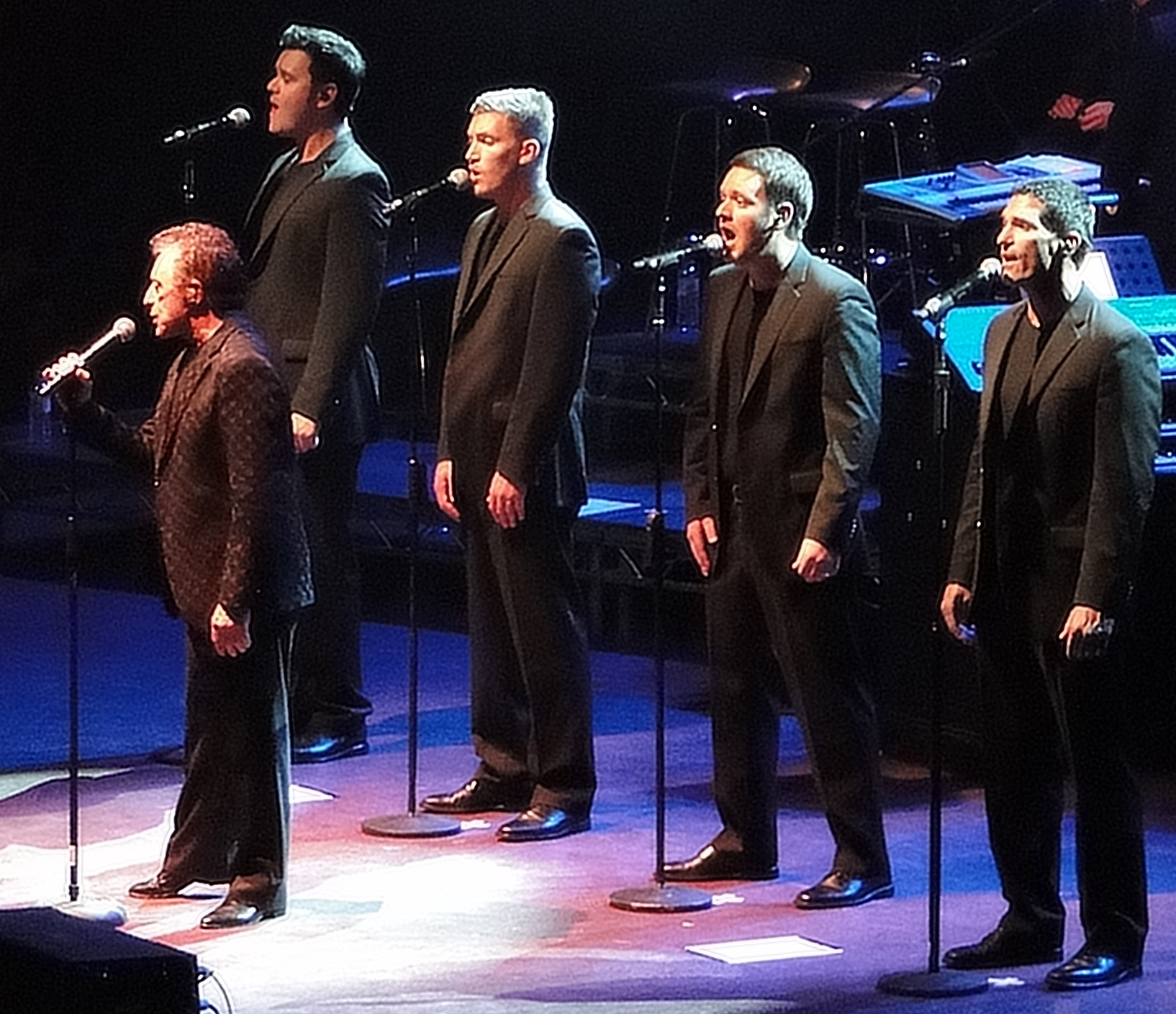
Frankie Valli and The Four Seasons nel 2012

### Stile
Il gruppo si distinse da altri gruppi dell'epoca (anni sessanta) per il loro sound italo-americano. I The Four Season avevano anche qualche reminiscenza di Doo-wop nonostante non sia un gruppo targato con questo genere. I testi del gruppo parlavano spesso di storie d’amore, nonostante ciò durante la loro carriera hanno anche affrontato temi più introspettivi (come nell’album “ The Genuine Imitation Life Gazette”).
Nel periodo di massimo splendore per il gruppo, nessun'altra formazione di bianchi americani, ad eccezione dei Beach Boys, poteva vantare uno stile basato su armonie tanto complesse. Inoltre, nel corso di tutta la loro carriera, il gruppo poteva contare su produzioni molto raffinate e sempre al passo con i tempi se non, per diversi aspetti, addirittura innovative.

### Eredità artistica
I The Four Season sono una delle band più vendute della storia, con circa 175 milioni di vendite. Negli anni la band ha accumulato 61 canzoni nella top 100 delle classifiche americane, delle quali 8 sono diventate successi numeri uno nella billboard hot 100.
Nel 2014 il regista Clint Eastwood ha realizzato Jersey Boys, un film sulla loro storia che è ispirato all'omonimo musical. Il film ha avuto un gran successo commerciale e di critica.

## Formazione

### Membri attuali (al 2024)
- Frankie Valli – voce (1960-oggi)
- Robby Robinson – tastiere, direttore musicale (1982-1996, 2004-oggi)
- Ronen Bay – cori (2018-oggi)
- Craig Cady – cori (2018-oggi)
- Aaron Alexander Gordon – cori (2022–oggi)
- Noah Rivera – cori (2020-oggi)
- Rick Keller – sassofono, flauto, tastiere, percussioni (2002-oggi)
- Basil Fung – chitarra (2018-oggi)
- Andy Sanesi – batteria (2018-oggi)
- Carmen Grillo – chitarra (2021–oggi)
- Alfredo Lopez – basso (2021–oggi)

### Formazione originale
- Frankie Valli – voce (1960-oggi) - prosegue tutt'oggi l'attività concertistica del gruppo
- Tommy DeVito – voce, chitarra (1960-1970) - morto nel 2020
- Bob Gaudio – voce, tastiere, chitarra (1960–1971) - non prende più parte a concerti con il gruppo ma rimane co-proprietario
- Nick Massi – voce, basso (1960-1965) - morto nel 2000

### Ex membri
- Joe Long – voce, basso (1965-1975) - morto nel 2021
- Gerry Polci – voce, batteria (1973–1977, 1979–1982, 1988–1990)
- Don Ciccone – voce, basso, chitarra ritmica (1974-1977, 1979-1982) - morto nel 2016
- John Paiva – voce, chitarre principali e ritmiche (1975-1977)
- Lee Shapiro – tastiere (1973–1977)
- Demetri Callas – voce, chitarra (1971-1973, morto nel 2020)
- Clay Jordan – voce, tastiere (1971-1972, 1973)
- Jerry Corbetta – voce, tastiere (1979-1985)
- Larry Lingle – chitarra (1979–1993, 2015)
- Rex Robinson – voce, basso (1982–2003)
- Lynn Hammann – voce, batteria (1982–1988)
- Chuck Wilson – percussioni (1982–1990); batteria (1990–1993)
- Tim Stone – voce, tastiere (1991–1996)

### Collaboratori in studio e/o in concerto
- Charles Calello – voce, basso (1965)
- Bob Grimm – voce, chitarra (1970–1971)
- Bill DeLoach – voce, tastiere (1972–1973)
- Mike Lingle – batteria (1982–1985)
- Robin Swenson – tastiere (1985–1991)
- Howard Larrabee – voce, tastiere (1988–1990)
- Richie Gajate-Garcia – batteria (1990–2019)
- Daniel "Zoro" Donelly – batteria (1994–2005)
- Adrian Baker – voce, chitarra (1994–1995)
- Tommy Alvarado – sassofono, batteria (1994–1996)
- Fino Roverato – chitarra (1994–2003)
- Warren Ham – sassofono (1996–2000)
- Todd Fournier – voce (2002–2018)
- Jason Martinez – voce (2002–2007, 2018)
- Rich Callaci – tastiere (2003)
- Landon Beard – voce (2003–2018)
- Brian Brigham – voce (2003–2018)
- Keith Hubacher – basso (2004–2007, 2016–2018)
- Craig Pilo – batteria (2005–2018)
- Val Martinez – voce (2006)
- Brandon Brigham – voce (2006–2018)
- John Schroeder – chitarra (2012)
- Robbie Angelucci – chitarra (2012)
- John Menzano – basso (2012)
- Brad Sharp (2015–2016)
- Erik Bates – voce (2018–2020)
- Joseph Ott – voce (2018–2022)
- Sandro Rebel – tastiere (2018–2020)
- Wil Roberts – basso (2018–2020)
- Christian Moraga – batteria (2019–2020)
- Edwin Livingston – basso (2020)
- Jamie Kime – chitarra (2020–2021)
- Steve Warren – basso (2021

## Discografia

### Album in studio
- 1962 - Sherry & 11 Others
- 1962 - The 4 Seasons Greetings
- 1963 - Big Girls Don't Cry and Twelve Others...
- 1963 - The 4 Seasons Sing Ain't That a Shame and 11 Others
- 1964 - Born to Wander – Tender and Soulful Ballads (Folk-Flavored)
- 1964 - Dawn (Go Away) and 11 Other Great Songs
- 1964 - Rag Doll
- 1965 - The 4 Seasons Entertain You
- 1965 - The 4 Seasons Sing Big Hits by Burt Bacharach... Hal David... Bob Dylan...
- 1966 - Working My Way Back to You and More Great New Hits
- 1967 - New Gold Hits
- 1969 - The Genuine Imitation Life Gazette
- 1972 - Chameleon
- 1975 - Who Loves You
- 1977 - Helicon
- 1985 - Streetfighter
- 1992 - Hope + Glory

## Nomi del gruppo
Nonostante la formazione sia nota universalmente come i The Four Seasons, il gruppo ha numerose volte cambiato il proprio nome, soprattutto agli inizi della loro carriera.

### A partire dal 1960
- The Four Seasons
- Billy Dixon and the Topics
- Johnny Halo featuring the Four Seasons
- The 4 Seasons
- The Wonder Who?
- Frankie Valli
- The Valli Boys
- Frankie Valli and the Four Seasons
- The Romans
- The Village Voices

## I The Four Seasons al cinema
Nel 2014 il regista Clint Eastwood ha realizzato Jersey Boys, un film sulla loro storia che è ispirato all'omonimo musical. Il film ha avuto un gran successo commerciale ed ha contribuito a far conoscere il gruppo ai più giovani. Nel film però compaiono elementi in disaccordo con la vera storia dei Four Seasons.
Esempi ne sono il rapporto che intercorreva fra Valli e Angelo De Carlo, noto gangster italo-americano, che nella realtà non sembra abbia avuto nulla a che fare con Valli e nemmeno con i Four Seasons e la formazione del gruppo. Altro elemento di discrepanza è che nel film coincidono l'abbandono del gruppo di Massi con quello di De Vito, ma nella realtà passano ben 5 anni fra i due eventi. Nel film inoltre non si accenna a componenti del gruppo come Joe Long e Gerry Polci, che hanno reso il gruppo famoso a livello internazionale.
Nel 2022 è uscito un documentario sulla storia del gruppo dal titolo Frankie Valli & The Four Seasons: A Life on Stage